# Герберт Лох
Герберт Лох (нім. Herbert Loch; нар. 5 серпня 1886, Ідар-Оберштайн — пом. 28 жовтня 1976, Ландау, Рейнланд-Пфальц) — німецький воєначальник часів Третього Рейху, генерал артилерії (1941) Вермахту. Кавалер Лицарського хреста Залізного хреста (1943).

## Біографія
Герберт Лох народився 5 серпня 1886 року в містечку Ідар-Оберштайн в ексклаві Біркенфельд Великого герцогства Ольденбург.
Військова кар'єра
- 1 квітня 1905 — фанен-юнкер
- 1 липня 1905 — фанен-юнкер-унтер-офіцер
- 27 жовтня 1905 — фенрих
- 8 березня 1907 — лейтенант
- 7 січня 1914 — оберлейтенант
- 17 червня 1916 — гауптман
- 1 лютого 1928 — майор
- 1 жовтня 1932 — оберстлейтенант
- 1 жовтня 1934 — оберст
- 1 березня 1938 — генерал-майор
- 1 березня 1940 — генерал-лейтенант
- 1 жовтня 1941 — генерал артилерії

1 квітня 1905 поступив на військову службу до 5-го Баварського полку польової артилерії імені Кеніга Альфонса XIII Іспанського фанен-юнкером. Отримав військову освіту у військовому училищі в Мюнхені. За час Першої світової війни на різних командних та штабних посадах в артилерійських частинах кайзерівської армії. Війну закінчив командиром артилерійського дивізіону. Відзначений багатьма нагородами німецьких держав.
Після підписання Версальського миру та розформування Імперської армії залишився в лавах нової армії Веймарської республіки Рейхсвері. З 1919 до 1932 року на різних посадах, з 1 листопада 1932 командир артилерійського дивізіону 7-го артилерійського полку в Нюрнберзі. 1 жовтня 1934 призначений командиром цього полку, а з 1 жовтня 1936 року — командир 33-го артилерійського полку в Дармштадті.
1 квітня 1939 року генерал-майор Г. Лох отримав посаду командира 17-ї піхотної дивізії, на чолі якої брав участь у Польській кампанії, бої за Лодзь. З травня 1940 дивізія Лоха у складі 13-го армійського корпусу билася у Французькій кампанії, літом 1940 готувалася до висадки морського десанту в Британію.
22 червня 1941 року командир 17-ї піхотної дивізії вів своє з'єднання у бій у складі групи армій «Центр». Дивізія билася у Білорусі, під Смоленськом, брала участь у невдалому наступі на Москву.
27 жовтня 1941 Г. Лох призначений командиром 28-го армійського корпусу Вермахту, яким командує до березня 1944 року. З 29 березня 1944 року — командувач 18-ї польової армії. З вересня 1944 року він командувач головних командувань «Ейфель» та «B», що діяли на Західному фронті.
16 квітня 1945 року генерал артилерії Г. Лох захоплений у полон американськими військами. Звільнений 23 березня 1948 року.

## Нагороди
- Медаль принца-регента Луїтпольда
- Залізний хрест 2-го і 1-го класу
- Орден «За заслуги» (Баварія) 4-го класу з мечами і короною
- Військовий Хрест Фрідріха-Августа (Ольденбург) 2-го і 1-го класу
- Медаль Заслуг за порятунок від небезпеки (Ольденбург)
- Хрест «За військові заслуги» (Австро-Угорщина) 3-го класу з військовою відзнакою
- Почесний хрест ветерана війни з мечами
- Медаль «За вислугу років у Вермахті» 4-го, 3-го, 2-го і 1-го класу (25 років)
- Медаль «У пам'ять 13 березня 1938 року»
- Застібка до Залізного хреста 2-го і 1-го класу
- Лицарський хрест Залізного хреста (16 червня 1940)
- Німецький хрест в золоті (22 квітня 1942)
- Медаль «За зимову кампанію на Сході 1941/42»